# 高山市図書館
高山市図書館（たかやましとしょかん）は、岐阜県高山市馬場町二丁目にある公立図書館。本館は高山市近代文学館および高山市生涯学習ホールとの複合施設である高山市図書館「煥章館」（たかやましとしょかん「かんしょうかん」）内にあり、9つの分館を設置して日本一面積の広い高山市で図書館業務を行っている。
煥章館にある本館と分館の一部は図書館流通センターが指定管理者として運営する。2004年（平成16年）の煥章館への移転以降、高い利用水準と利用者満足度を維持しており、古典を講読する「煥章館セミナー」を開催するなどして市民の読書と生涯学習を推進している。

## 歴史

### 教育会運営期（1906-1943）
高山市図書館の歴史は、1906年（明治39年）2月に開館した戦捷記念高山図書館までさかのぼる。高山の町は金森長近が整備した高山城とその城下町を基礎とし、その後の幕府直轄領時代に京都と江戸の気風を反映した文化が栄えたところであり、人々の熱い思いを受けての開館となった。
1900年（明治33年）に大野郡高山町の教育者ら有志12人が「東宮殿下御成婚記念事業」として通俗図書館を設立する件を建議し、同年5月3日に高山町会は図書館の建設に対して補助を行うことを議決した。1905年（明治38年）11月2日には大野郡中部教育会が図書館創立委員8人を任命し、高山町へ諮問を行うなどの運動を展開した。同月、高山女子尋常小学校に図書館を置くことが決定している。こうして大野郡中部教育会の運営する私立図書館として1906年（明治39年）2月に戦捷記念高山図書館が開館した。大野郡中部教育会は書籍の購入費が十分でなく、設立趣意書を配布し、住民有志に賛助を求めた。
1908年（明治41年）7月、運営者の大野郡中部教育会は高山町教育会に改称した。1909年（明治42年）、高山町教育会は予算規模拡大が決まり、毎年図書購入費として約140円を支出することになった。1912年（大正元年）には荏野文庫1,400冊を購入、蔵書は倍以上の2,291冊に増加した。翌1913年（大正2年）9月20日、大野郡教育会施設図書館が創立され、戦捷記念高山図書館の蔵書や設備一式を大野郡教育会施設図書館に移した。1914年（大正3年）11月30日、御大典記念として大野郡公会堂が城山三の丸に建設され、図書館はその1階に移った。この時の大野郡公会堂は「仮開館」という形であり、1915年（大正4年）4月23日に落成式を挙行している。
1916年（大正5年）4月17日より、夜間開館を開始する。1923年（大正12年）4月に郡制が廃止されたことに伴い、高山町図書館に改称し、高山町教育会の運営に戻った。1929年（昭和4年）、高山町教育会は荏野文庫の整理・分類を行い、目録を作成した。翌1930年（昭和5年）2月11日には成績優良として文部省から選奨された。同年9月22日には蔵書目録を作成し、約800冊を頒布した。
1931年（昭和6年）4月10日、高山町に本籍を置く東京府牛込区在住の塚越正之助から332冊の図書の寄贈を受け、「塚越文庫」が設立された。同年の開館日数は前年比6日増の289日、閲覧人数は前年比5,993人増の10,762人であった。その後、高山町は大名田町と合併して市制施行し高山市となったことで、高山市図書館に改称する。

### 高山市直営期（1943-2004）
1943年（昭和18年）4月1日、高山市図書館が教育会から高山市へ移管され、市では新たに館則を制定し、職員を任命した。当時の蔵書数は5,539冊である。岐阜県で第二次世界大戦以前に設立された市町村立図書館は高山市図書館以外には岐阜市立図書館、大垣市立図書館、羽島市立図書館、蛭川村立済美図書館（現・中津川市立蛭川済美図書館）の4館しかなく、飛騨地方では唯一であった。当時の図書館の活動として特筆すべきは、1944年（昭和19年）8月に始まった婦人読書会である。婦人読書会は月に1回、図書館が会費を徴収して会員に1冊回し読みさせるというもので、戦中という厳しい情勢でも市民の教育熱・文化熱の熱さを窺うことができる。
戦後間もない1949年（昭和24年）、読書サークル「紙魚の会」が発足し、名作を読む月例読書会の開催、年報の発行、文学散歩の企画などの活動を2008年（平成20年）まで継続し、図書館活動を支えることになる。1951年（昭和26年）度の蔵書数は7,663冊で年間290日開館し、34,133人が閲覧に訪れ、156,675冊が閲覧に供された。当時、高山市教育委員会が管轄していた社会教育施設は図書館と公民館だけであった。なお戦前から戦後間もない頃、古瀬文庫や角竹飛騨史料文庫など研究者向けに資料を公開する個人文庫が高山市内に点在していた。
1959年（昭和34年）9月1日に、火曜日と金曜日に19時から21時まで図書館を開く夜間開館を開始、1962年（昭和37年）9月には姉妹都市のアメリカ合衆国・デンバーから贈られたインディアンの女性民族衣装、カウボーイハット、現地の風景写真などを展示するデンバー室を設置し、市民に公開した。1969年（昭和39年）8月7日、高山市民会館北側の別棟に移転し、1階を書庫、2階を閲覧室として供用開始した。
1976年（昭和51年）10月31日、市制40周年記念事業の一環で進められていた新図書館の整備が完成、11月3日の文化の日から一般利用を開始した。図書館の建物は民間企業の社屋を改修したもので、鉄筋3階建て延床面積1,100m2で工費は4000万円だった。古い街並みの残る上二之町に立地（現・飛騨高山まちの体験交流館）したことから周囲になじむよう外壁の塗装は茶色系で統一し、前庭の植栽や自然石の配置により落ち着いた雰囲気作りが行われた。高山市の図書館整備に呼応して、高山市文化協会は「1冊の本寄贈運動」を同年10月に展開し、中でも北村兵四郎は4,000冊の寄贈を行った。また武田貞之は同年9月に自身の1973年（昭和48年）の日展入選版画『いらか』を寄贈した。新館は約21,000冊をもって出発し、1階に児童閲覧室・視聴覚室・書庫、2階に中高生閲覧室・書架・事務室、3階に一般閲覧室を設けていた。また市制40周年記念協賛事業として11月3日から11月7日まで名誉市民の瀧井孝作展を開催し、瀧井の手書き原稿、色紙、著書など約80点を展示した。旧図書館は高山市民会館の一部となり、大小のホールとして利用されることになった。
1990年代に高山市図書館を訪れた海野弘は、「石庭があったりして、風流な図書館」、「高山をさらに深く知るには、一時間でも、ここに来てほしいもの」と称賛している。また2階に郷土資料室があり、職員が休憩室代わりにコーヒーを飲むのに使っていたと記している。1996年（平成8年）、高山市図書館は『源氏物語』と漢詩を読む講座を開設した。この講座からは『源氏物語』を講読するサークルが3つ生まれ、別の古典を扱った講座が派生するなど後の図書館活動に大きな影響を与えた。煥章館への移転前の職員数は7人で、そのうち正規職員は4人であった。

### 煥章館期（2004-）
旧図書館は元来、図書館に利用されることを想定した構造になっていなかったため間取りが悪く、延床面積が狭いため増え続ける蔵書に対応するのが難しく、コンピュータシステムの高度化にも限界があった。そこで高山市生涯学習推進協議会は先進地の視察や住民アンケート、複数の協議を通して『生涯学習基本構想』を策定、1990年（平成2年）に新図書館建設を高山市に提言した。ちょうど1996年（平成8年）に高山市役所が移転して中心市街地に未利用地が出現したこともあり、翌1997年（平成9年）に市役所跡地を学習ゾーンとして整備することを議決した。2000年（平成12年）の『高山市生涯学習基本計画』、2002年（平成14年）の『図書館を中核とした生涯学習施設基本構想』策定を経て同年10月に設計プロポーザルの実施、12月の着工と進み、2004年（平成16年）1月に高山市図書館「煥章館」が完成した。総工費は15億5千万円であった。そして約300m離れた旧館から新館へ図書を移す作業が同年2月6日までに行われ、市民ボランティアも作業を手伝った。
2004年（平成16年）4月に新館での業務を開始した。高山市側の職員は館長を含む2人だけで施設管理や購入図書の決定、サークル指導などの管理系業務を担当し、カウンター対応や図書館だよりの発行など直接利用者と関わる業務は図書館流通センターに委託された。図書館流通センター側のスタッフは12人であった。同年12月までの実績は、入館者数が2.3倍に、貸出冊数が2.5倍になった。2005年（平成17年）2月に市町村合併によって新・高山市が発足したことに伴い、丹生川村図書館を高山市図書館丹生川分館とし、他の旧8町村の公民館図書室を高山市図書館の分室に位置付けた。2006年（平成18年）4月より指定管理者制度を導入して図書館流通センターを指定管理者とした。この時の職員数は館長を含め28人であった。
2008年（平成20年）1月30日、中部日本スキー大会に出席した常陸宮正仁親王・親王妃華子夫妻が煥章館へ視察に訪れ、近代文学館も併せて見学された。同年4月に8つの分室を分館に格上げし、7月からは日本で初めて住民基本台帳カードによる図書の貸し出しを開始した。翌2009年（平成21年）3月には本館と分館の図書館システムが統合された。
2013年（平成25年）4月23日、小中学校の学校図書館との連携や教育委員会との連携、図書館での読書推進活動が評価され、「平成25年度子どもの読書活動優秀実践校・図書館・団体」として文部科学大臣表彰を受けた。2016年（平成28年）8月20日には恐竜研究者の真鍋真を招いて講演会を開催、これに合わせて7月よりトリケラトプスなど3体の恐竜骨格模型を館内で展示した。2017年（平成29年）2月2日、煥章館の開館からの来館者数が400万人を突破した。

## 煥章館

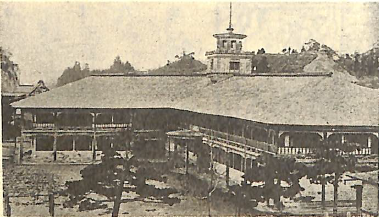
高山市図書館「煥章館」のモデルとなった煥章学校

煥章館は高山市図書館を中核とした複合施設で、ほかに高山市近代文学館や高山市生涯学習ホールも設置されている。煥章館の名は、建物が立地している場所が学制発布時に創立した煥章学校（現・高山市立東小学校）の所在地であったことに由来する。煥章学校は瀧井孝作の祖父である大工の瀧井與六が建築した飛騨地方初の近代学校であった。「煥章」の語は『論語 泰伯』の一節「煥乎として其れ文章に有り」を典拠とし、中国神話上の君主・堯（ぎょう）の時代の活発な文物の探求を意味し、単に煥章学校の名を受け継いだだけでなく、煥章館が高山市の生涯学習・文化振興の核となるようにという高山市当局の願いを含んだものである。
煥章館は鉄筋コンクリート構造2階建て、延床面積3,836m2で、煥章学校を模したフランス風の建築物である。設計は脇本・三計・小林特定設計・監理企業体、施工は飛騨・古橋・二反田特定建設工事共同企業体。当時の写真を基に、外観はほぼ完全に再現された。屋根瓦の煉瓦色、漆喰（しっくい）の白、柱とベランダの淡緑色（鶯色）が調和した外観で、2007年（平成19年）に日本漆喰協会第2回作品賞を受賞した。屋根瓦は、木の板を重ねて葺く伝統工法を模したものである。
内観は木材を多用した暖かな雰囲気の構造で、ユニバーサルデザインの考え方に沿った設計となっている。書架・机・椅子は地元の飛騨地方産の木材を使い、書架の間に設置された木製のソファは地元家具メーカーから寄付を受けた。
1階に「木のくにこども図書館」と名付けられた児童閲覧室（532m2）と生涯学習ホール（204m2、108人収容）、2階に一般閲覧室（1,008m2）と近代文学館を設置する。木のくにこども図書館は大木のモニュメントが利用者に強い印象を与え、「おはなしのへや」や靴を脱いで入室する「たたみのへや」、授乳室を設け、列車の形をした絵本の棚「ブックトレイン」もある。館内は全面禁煙である。

### 高山市近代文学館
高山市近代文学館（たかやましきんだいぶんがくかん）は高山市図書館「煥章館」2階にある文学館。「文学を通して高山の文化を将来に伝え、発展させること」を目的に設置され、 『俳人仲間』の瀧井孝作、『山の民』の江馬修、『春の夢』の福田夕咲、『キューポラのある街』の早船ちよら高山市を代表する近代文学作家と市民の文学活動に関する展示をしている。館内は展示コーナーと関連図書閲覧コーナーで構成され、年2回企画展を開催する。入場料は無料で、開館時間・休館日は図書館と同じである。

## 分館
旧・高山市域以外の9地域に分館を設置している。高山市は2005年（平成17年）2月に1市2町7村が合併して発足したが、旧・高山市域を除くと旧・丹生川村にしか図書館がなく、「図書館とはこのようなサービスを提供する場である」ということを住民に周知する段階から出発せねばならなかった。丹生川分館は合併当初から分館とされたが、他の分館は「分室」として出発し、2008年（平成20年）4月より分館に変更となった。新・高山市発足当初は分館で行事を開催してもあまり参加者が集まらなかったため、おはなし会を開くボランティアの育成や、地域課題に取り組む講座を開講して成果を1冊の本にまとめるなどの事業を実施することで分館利用の促進を図っている。
分館の運営で発生する赤字は、本館の黒字で補填する体制がとられており、指定管理者制度導入の利点の1つとなっている。なお、分館は無人になる時間帯があり、その間の貸し出しは自動貸出機を利用することになっている。蔵書は各分館に属するものと、本館からの定期配本、年4回の蔵書入れ替えの3種類がある。

### 丹生川分館

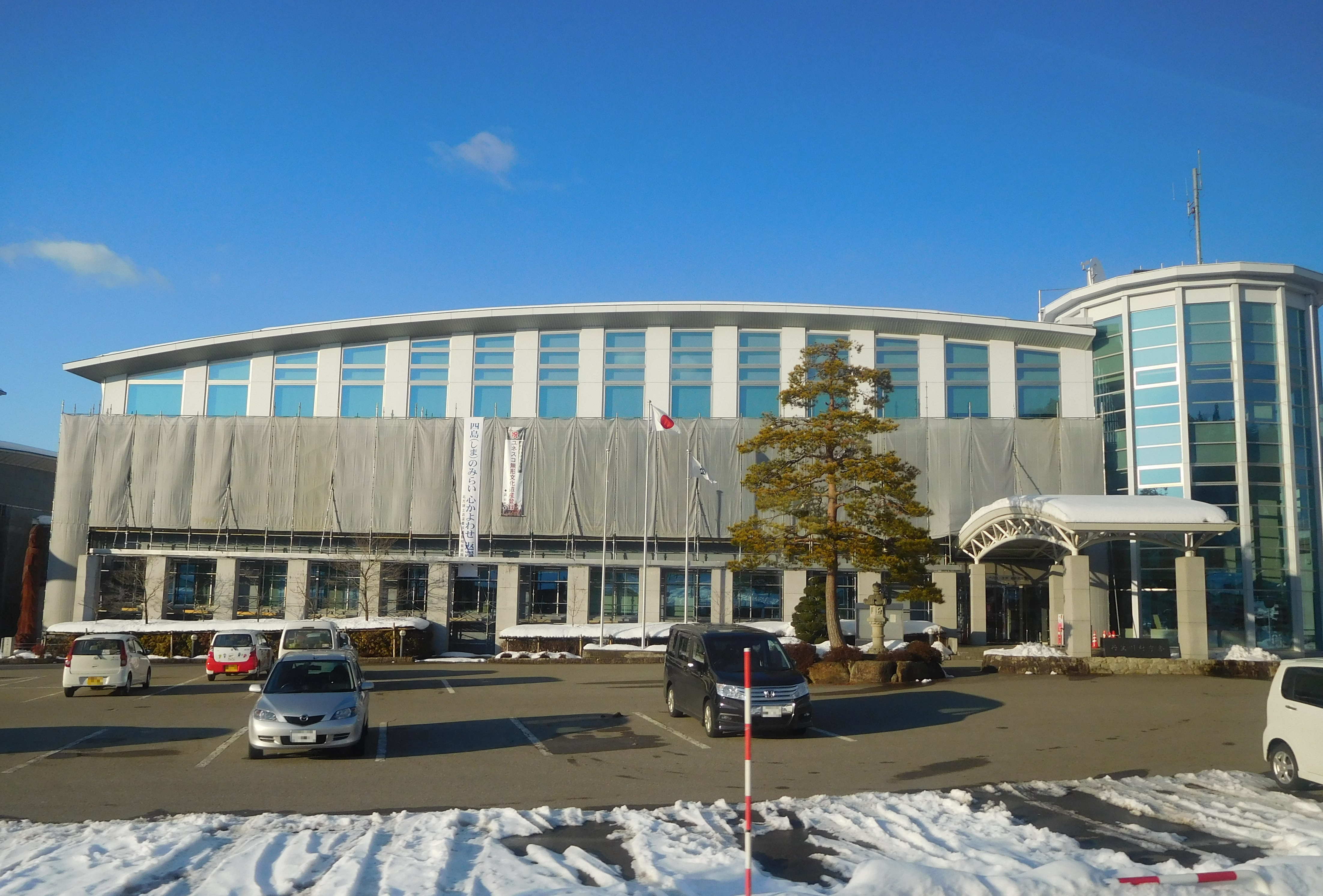
丹生川分館のある丹生川支所

丹生川分館（にゅうかわぶんかん）は高山市丹生川町坊方2000番地の丹生川支所3階に設置されている。分館の面積は320m2、ISILはJP-1001758。2014年（平成26年）度の蔵書数は20,914冊、貸出冊数は9,538冊。
他の分館が新・高山市発足時点では分室扱いであったのに対し、丹生川村図書館を引き継いだ丹生川分館は発足時点から「分館」として位置付けられた。1983年（昭和58年）7月1日に鉄骨構造2階建ての単独館「丹生川村立図書館」として丹生川村坊方2030番地（北緯36度10分13.6秒 東経137度18分37.6秒 / 北緯36.170444度 東経137.310444度）に開館した。児童図書室、一般図書室、視聴覚室を備え、採光に工夫を凝らした施設であった。その後、公民館の一角を使用したが、合併により利用されなくなった丹生川村議会議場へ移転した。議場の雰囲気をそのまま残した施設であるため、他の分館とは趣が異なる。

### 清見分館

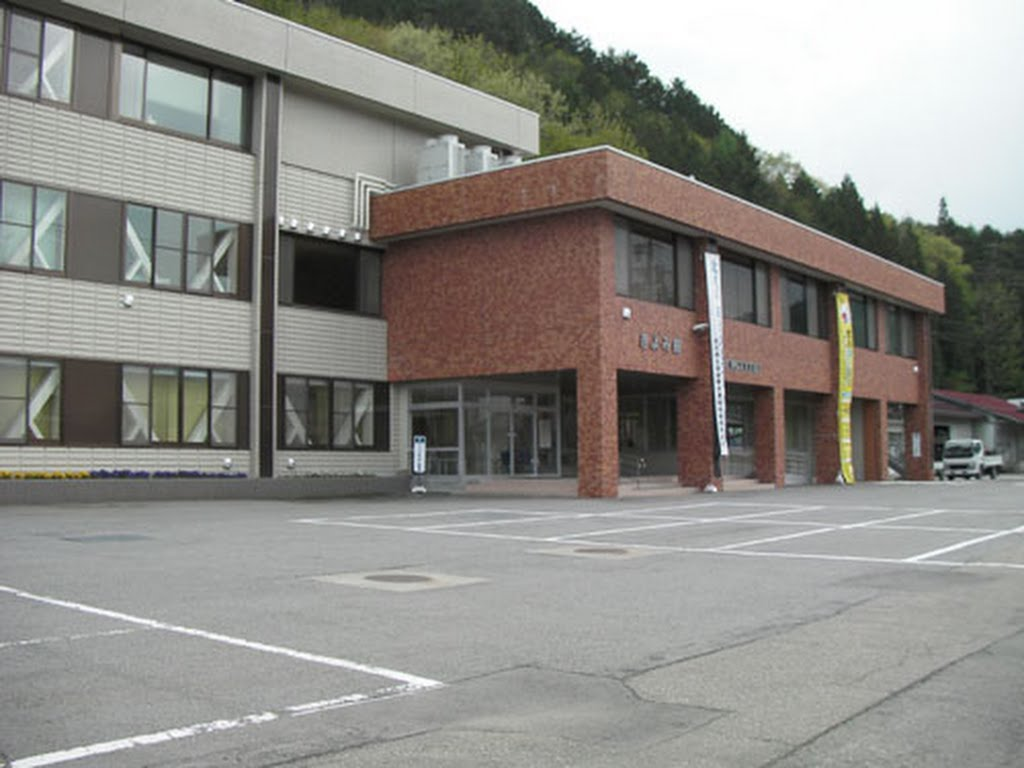
清見分館のあるきよみ館

清見分館（きよみぶんかん）は高山市清見町三日町305番地のきよみ館内に設置されている。分館は2階にあり、面積は138m2、ISILはJP-1001759。2014年（平成26年）度の蔵書数は10,927冊、貸出冊数は11,197冊。

### 荘川分館

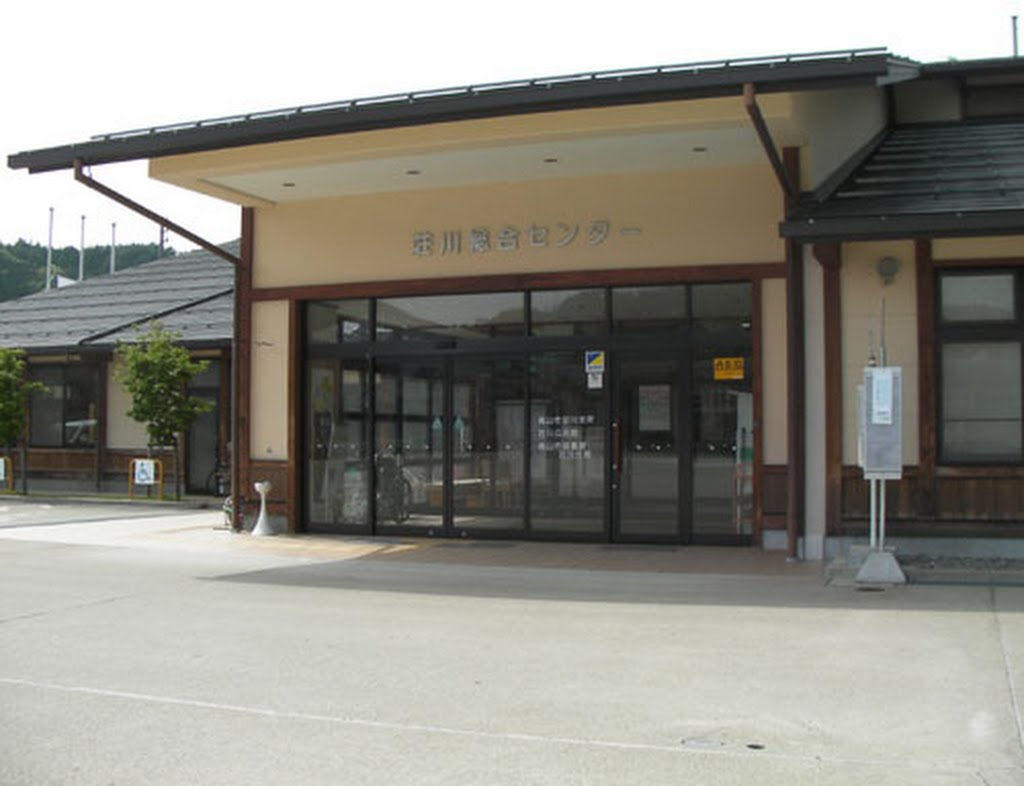
荘川分館のある荘川総合センター

荘川分館（しょうかわぶんかん）は高山市荘川町新渕430番地1の荘川総合センター内に設置されている。分館の面積は123m2と小さいものの、公民館図書室時代と比べると蔵書が増加したため、住民からの評価は高い。ISILはJP-1001760。2014年（平成26年）度の蔵書数は9,397冊、貸出冊数は3,895冊。

### 一之宮分館

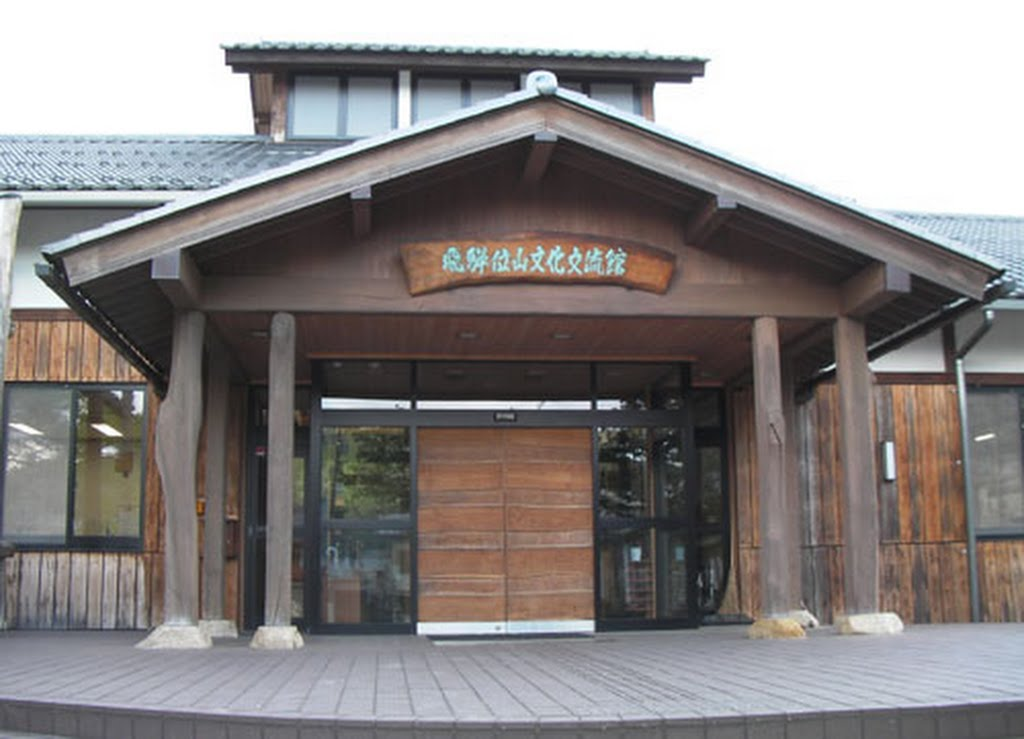
一之宮分館のある飛騨位山文化交流館

一之宮分館（いちのみやぶんかん）は高山市一之宮町3095番地の飛騨位山文化交流館内に設置されている。飛騨位山文化交流館は旧宮村が一之宮地域を後世に継承したいと願う人々の思いを込めて建設し、集客交流施設として分館が設けられた。
分館の面積は91m2、ISILはJP-1001761。2014年（平成26年）度の蔵書数は14,341冊、貸出冊数は9,252冊。

### 久々野分館
久々野分館（くぐのぶんかん）は高山市久々野町久々野1505番地4の久々野公民館内に設置されている。分館の面積は133m2、ISILはJP-1001762。2014年（平成26年）度の蔵書数は14,856冊、貸出冊数は4,652冊。中央に広い閲覧席を設け、大きな窓ガラスからは周囲の風景がよく見える。

### 朝日分館
朝日分館（あさひぶんかん）は高山市朝日町万石800番地の燦燦朝日館内に設置されている。燦燦朝日館は2010年（平成22年）9月11日に岐阜県の「県産材利用拡大モデル木造公共施設等整備促進事業」を利用して建設され、同館の2階に分館が置かれた。分館の面積は54m2、ISILはJP-1001763。2014年（平成26年）度の蔵書数は5,372冊、貸出冊数は4,095冊。

### 高根分館
高根分館（たかねぶんかん）は高山市高根町上ケ洞428番地の高山市高根支所内に設置されている。分館の面積は47m2、ISILはJP-1001764。2014年（平成26年）度の蔵書数は1,682冊、貸出冊数は259冊。
高根分館は専属職員が無配置となっており、週1回本館から職員が派遣されるが、必要に応じて高根支所職員が応対することもある。中央にソファを設け、周囲に書架を配置する。

### 国府分館

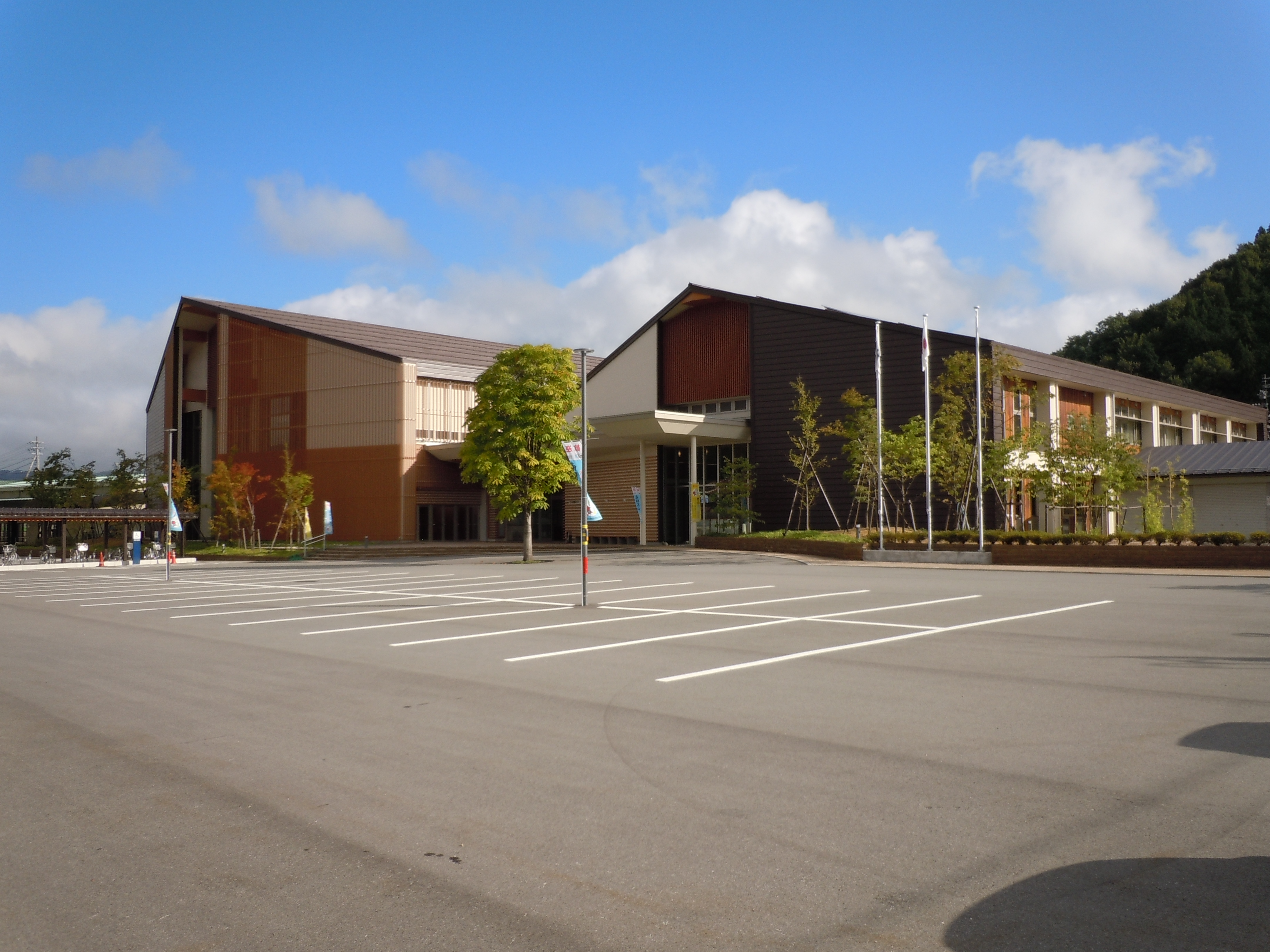
国府分館のあるこくふ交流センター

国府分館（こくふぶんかん）は高山市国府町広瀬町880番地1のこくふ交流センター内に設置されている。こくふ交流センター内の分館は2011年（平成23年）7月1日に開館した。分館の面積は351m2、ISILはJP-1001765。2014年（平成26年）度の蔵書数は27,097冊、貸出冊数は22,496冊。

### 上宝分館
上宝分館（かみたからぶんかん）は高山市上宝町本郷540番地の高山市上宝支所内に設置されている。分館の面積は235m2、ISILはJP-1001766。2014年（平成26年）度の蔵書数は13,046冊、貸出冊数は4,048冊。

## 利用案内
利用実績は人口10万人弱の都市に立地する公共図書館としては上位にある。日本各地の新図書館建設計画において視察対象となることがあり、これまでに市立小諸図書館、南砺市立図書館 などの関係者が視察に訪れている。すべての人が利用しやすいように録音図書、点字図書、大活字本も多く所蔵する。
- 開館時間：9時30分から21時30分まで
- 休館日：毎月末日（ただし末日が土・日・祝日の場合は前日）、特別整理期間（11月第4日曜日から7日間）、年末年始
- 貸出制限：飛騨地方に在住・通勤・通学している者。図書利用カードは本館・分館共通。
- 貸出可能点数：10点
- 貸出可能期間：2週間（延長は1回のみ可能）
- 自動貸出機、無料Wi-Fiあり。
- 予約、リクエスト可能。

### 長時間の開館と休館日削減

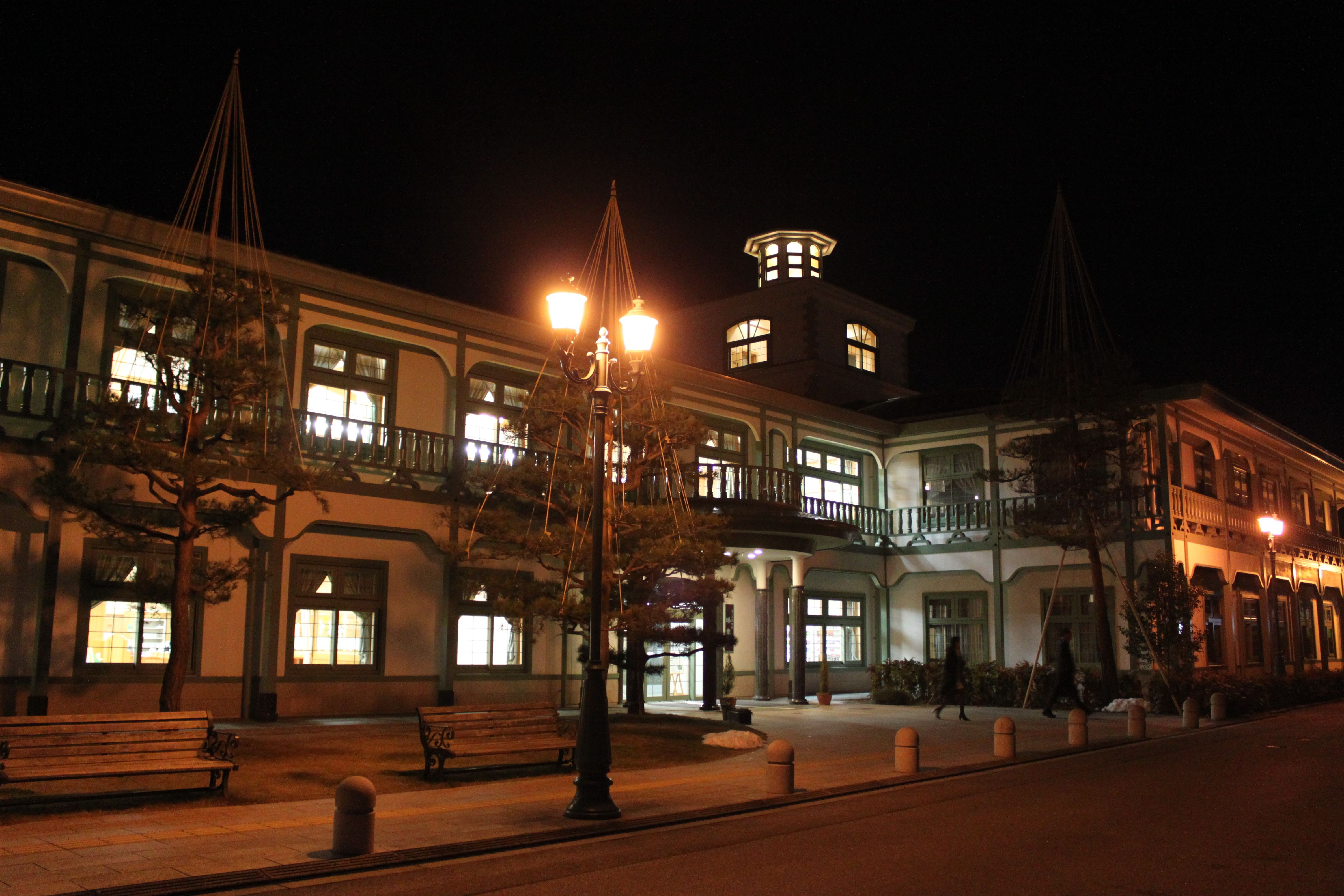
夜間の高山市図書館「煥章館」

2004年（平成16年）4月の煥章館開館時に開館時間の延長を行った。これは住民の要望を受けての措置である。旧館時代から閉館時間は平日20時、土日19時で比較的遅い方だったが、それを平日1時間半、土日2時間半延長し21時30分としたのである。延長分の来館者数の全日に占める割合は1割で、勤め帰りの男性サラリーマンの来館が多いという。17時以降で見れば、全日の3分の1を占める。夜間の開館に関しては歴史があり、すでに1916年（大正5年）4月17日に夜間開館を開始しており、1959年（昭和34年）9月1日からは火曜日と金曜日に19時から21時までの夜間開館を実施していた。
開館時間の延長に加え、休館日の削減を実施した。旧館時代は月曜日、祝日、毎月末日で年間70日ほど休館していたが、毎週の休館日を廃止するなどして20日程度にまで減少させた。これには図書館流通センターへの業務委託が大きく貢献している。

### 住基カード・マイナンバーカードでの貸し出し
煥章館開館と同じ2004年（平成16年）4月に、館内に証明書自動交付機が1台設置された。この時住民基本台帳カード（住基カード）の多目的利用が検討され、同カードの独自利用領域に図書館利用カードの情報を書き込めるようにすることが決定した。高山市では市の広報誌やコミュニティ放送（飛騨高山テレ・エフエム）、ケーブルテレビ（飛騨高山ケーブルネットワーク）、インターネットなどを駆使して市民への利用を促進し、2008年（平成20年）7月から日本で初めて住基カードによる図書の貸し出しを開始した。同月以降、住基カード取得者は順調に増加し、図書利用カードとして利用する層は30 - 40代と回覧板や口コミで知った70代が多くなっている。煥章館には自動貸出機も備え付けてあり、住基カードなら財布からカードを出さずとも財布ごとかざすだけで情報を読み取ることができる。
2009年（平成21年）3月からは分館でも住基カードによる貸し出しを開始した。また個人番号カード（マイナンバーカード）制度の開始に伴い、マイナンバーカードを利用した図書の貸し出しも可能となっている。

## 指定管理者制度の導入
2004年（平成16年）の煥章館開館時から高山市図書館では業務大半を図書館流通センターに委託していたが、そもそもこの業務委託は図書館の開館時間および開館日数を旧館時代より大幅に拡張する上で公営では困難であったことに端を発する。また市内に9つの分館を設置・運営するにあたり、市の直営であれば維持費用が指定管理者による運営の2倍以上かかり、赤字は避けられなかったという見方もある。
2005年（平成17年）10月に指定管理者選定のプロポーザルが行われ、図書館流通センターが選定され、2006年（平成18年）4月から指定管理者による運営が始まった。同社が受注した指定管理の業務は、設備・備品などの維持管理、資料選定以外の図書館業務全般と一部の分館の管理運営、生涯学習ホールの運営管理、近代文学館の資料管理などであった。当初の契約期間は3年間で、2016年（平成28年）現在も契約は継続している。
図書館流通センターは高山市の指定管理者募集要項と業務水準書から以下の3点を高山市が図書館に求めていると捉えた。これらはビジネス支援が求められる傾向にある21世紀初頭の日本の図書館界の動向とは異なり、文化や生涯学習の支援を求める文教都市・高山の個性を反映したものである。
1. 21世紀における活力ある市民社会の形成
2. 上記を達成するための多様で創造的な生涯学習の振興
3. 上記2点を達成するためのすべての人が参加し等しくサービスを受けられるバリアフリーの図書館作り

以上の3点を踏まえ、8項目からなる『高山市図書館運営方針』が策定された。
指定管理者制度による図書館運営のメリットについて受注側は、予算に縛られないため柔軟な制度設計の変更が可能であること、事業の決定権限が館長に集中するため創意工夫や迅速な意思決定が可能であること、人事異動や契約外の業務の遂行を避けられるため図書館の専門性・独立性を保てることを主張している。また市直営時代よりも多くの職員を地域住民から雇用し、住民税を納税していることから、指定管理者制度の導入は企業誘致と同様の効果があるともしている。行政において直接的に市民生活に貢献する都市基盤整備部門に含まれない図書館は軽視されがちで、予算削減や職員の非正規化・雇い止めの進む公営より指定管理者の方が良く、もはや指定管理者でなければ図書館を運営できないという意見もある。
一般には指定管理者制度の導入に特徴付けられる高山市図書館であるが、図書館と教育委員会の連携という側面から評価する声もある。

## 主な取り組み
図書館の運営はおおむね市民の評価を得ている。（利用者満足度は7割に達する。）戦前の1930年（昭和5年）2月11日には文部省から成績優良として選奨されており、かねてより評価されてきた図書館である。図書館で行われる事業は主に読書推進事業であり、研究会、鑑賞会、映写会、資料展示会などを通して市民の読書欲を高めようとしている。特に児童の読書推進に力を入れており、職員やボランティアによるおはなし会を中心に、外国語絵本展などを開催してきた。2007年（平成19年）度の延参加者数は本館が4,851人（うち児童向けの事業に3,594人）、分館が合計で592人（うち児童向け420人）であった。

### 煥章館セミナー
煥章館で開催する成人向けの中核事業であり、古典講読を中心とした講座を展開する。読書推進と生涯学習を兼ね、古典学習を通した伝統文化の再評価をも意図している。煥章館セミナー自体は指定管理者による運営以降のものであるが、その源流は市直営時代の1996年（平成8年）に始まった『源氏物語』と漢詩を読む講座に求められる。またセミナーの受講者がその内容に触発され、より深めるサークルを設立・運営するという動きが見られるのが高山市の特徴である。
これまでに扱われたのは『おくのほそ道』や『伊勢物語』といった日本文学、トーマス・ハーディ『アリシアの日記』などの「原書で読む英文学」シリーズ、「飛騨史を見直す」などの郷土学習などであるが、歴史や当時の社会との関係を考えながら聴くCDコンサートも開催している。中高年層を中心に評価が高く、2007年（平成19年）には延べ966人が参加した。
煥章館セミナーの講座はあらかじめ年次計画を高山市と図書館流通センターが協議して基本計画を決めておくが、参加者数が低迷した場合などには柔軟に変更して利用者目線のサービス提供に努めている。

### 調べ学習講習会
2007年（平成19年）に市内の小中学校の教諭・司書教諭・学校司書向けに「調べたいという子供の気持ちを大事にする」というテーマで開催し、2008年（平成20年）には小学校教員と小学生を招いて夏休みに生涯学習ホールで開催した。同年はワークショップ形式を取り、グループ名をまず決めてその関連語を集め、百科事典や図書館の蔵書で調査し、カードに書き出すという活動を実施し、最後に他の調べ方（人に聞くなど）を教授した。
調べ学習講習会は夏休みの宿題として課される「調べる課題」への支援という側面を持つが、子供たちに図書館を活用してもらうことと、高山市図書館と学校図書館をつなぐことを主眼としている。また高山市教育委員会の主催、図書館流通センターの共催で「高山市図書館を使った調べる学習コンクール」を行い、2016年（平成28年）に7回目を迎えている。

### 子供の読書推進活動
煥章館では子供の読書活動を推進するための施設を整え、年間200回に及ぶ活発な読み聞かせを開催している。2013年（平成25年）と2014年（平成26年）に連続で「子どもの読書活動優秀実践図書館」として文部科学大臣表彰を受けている。

#### ぬいぐるみのお泊り会
ぬいぐるみお泊まり会は、2011年（平成23年）に初めて開催した企画で、昼間に開催されるおはなし会の際に参加者が自分のぬいぐるみを持参し、会終了後にぬいぐるみだけ図書館に「宿泊」するというものである。持ち主が迎えに来た時に、ぬいぐるみが夜の図書館を探検する様子をまとめたアルバムがもらえる。またその時、宿泊中のぬいぐるみの様子を職員から聞くことができ、ぬいぐるみから「おすすめの絵本」の紹介も受けられる。
この企画はアメリカ合衆国の図書館が発祥で、高山市図書館以外でも葛飾区立図書館、宝塚市立西図書館、指宿市の山川図書館 など各地で実施されている。
2014年（平成26年）に『ぬいぐるみおとまりかい』という絵本が出版された際には、職員が本の帯にコメントを寄せた。

### 特集展示
煥章館2階に特集展示コーナーがあり、各種展示を行っている。2014年（平成26年）6月には「大人のための学び直しガイド」と称して図書館所蔵のお勧めの学習参考書の展示を行った。このほか「ブックス・オブ・ザ・イヤー」と称した人気本紹介を行い、来館者から毎年大きな反響を得ている。
子供向けの特集展示も実施しており、絵本作家の特集を毎月更新している。

## 『氷菓』聖地巡礼
米澤穂信原作のテレビアニメ『氷菓』は高山市を舞台とした作品であり、作中では岐阜県立斐太高等学校とその周辺、高山の街並み、商店街などが忠実に描かれている。高山市図書館「煥章館」は、作中第18話で3年前の悲劇を追って折木奉太郎と千反田えるが訪れる「神山市図書館」のモデルとなっており、『氷菓』ファンは一般的な観光客とは違った視線から図書館を写真に収めていく。また2014年（平成26年）4月26日から5月6日まで、煥章館開館10周年記念事業の一環で高山「氷菓」応援委員会の主催による「奉太郎バースデーイベント」が行われ、奉太郎へのメッセージか煥章館の感想を書くと、上述の図書館シーンが描かれたポストカードがもらえる企画が煥章館で開かれた。
高山市には2012年（平成24年）4月の放送開始直後から、いわゆる聖地巡礼に訪れる人が現れ始め、高山市商工観光部観光課もこれに呼応して2013年（平成25年）2月に「聖地巡礼マップ」を作成、十六銀行は『氷菓』の巡礼者数を15万人、経済効果を21億円と推計した。

## 周辺
高山市図書館「煥章館」の周辺は高山市の文教地区であり、飛騨高山まちの博物館や城山公園が近くにある。また、伝統的建造物群保存地区の三町や金森氏統治時代の武家屋敷区割り、京都を模した東山八刹などに囲まれている。これらの街並みは観光資源でもあり、高山市図書館では観光ガイドブックを揃え観光客の便宜を図っている。煥章館自体も観光拠点として日本国外からの来訪者を含む多くの観光客が訪れており、英語や中国語が話せる職員が対応している。
JR高山本線高山駅から徒歩約18分である。図書館に隣接して高山市営空町駐車場があり、図書館利用者・文学館入館者は2時間無料で駐車できる。